# 紀伊浦神駅
紀伊浦神駅（きいうらがみえき）は、和歌山県東牟婁郡那智勝浦町大字浦神にある、西日本旅客鉄道（JR西日本）紀勢本線（きのくに線）の駅。

## 歴史
- 1936年（昭和11年）12月11日：国鉄紀勢中線の下里駅から串本駅までの開通に伴い開業[1][2]。
- 1940年（昭和15年）8月8日：路線改称により紀勢西線所属となる[1]。
- 1941年（昭和16年）7月19日：下里駅との間の新線が完成、供用開始[3]。
- 1959年（昭和34年）7月15日：三木里駅 - 新鹿駅間の開通に伴う路線改称により、紀勢本線所属となる[1]。
- 1971年（昭和46年）7月1日：貨物の取り扱いを廃止[2]。
- 1978年（昭和53年）4月1日：荷物扱い廃止[2]。
- 1985年（昭和60年）3月14日：無人化[4]。
- 1987年（昭和62年）4月1日：国鉄分割民営化に伴い、西日本旅客鉄道（JR西日本）の駅となる[1][2]。
- 2021年（令和3年）3月13日：ICカード「ICOCA」の利用が可能となる[5]。

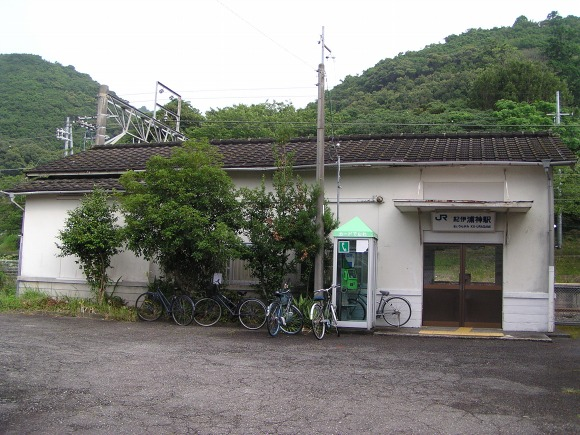
リニューアル前の駅舎（2005年8月）

## 駅構造
島式ホーム1面2線を有する地上駅。線路南側に駅舎があるが、ホームからの出口が駅舎のある方とは反対側にあるため、ホームから線路を渡った後通路を歩いて駅舎に行く。なお、線路を渡る構内踏切には遮断機がついている。
新宮駅管理の無人駅。開業当時からの駅舎が使用されており、中にはシャッターこそ閉じているものの出札口が現役当時の姿で残っており小荷物台も残る。自動券売機の設置はなく、乗車駅証明書発行機は壊れている（2014年8月現在も壊れたまま現存）。2021年3月13日よりICOCAが利用可能になっている。トイレが設置されている。

### のりば
| のりば | 路線       | 行先                       |
| ------ | ---------- | -------------------------- |
| 1      | きのくに線 | 串本・紀伊田辺・和歌山方面 |
| 2      | きのくに線 | 紀伊勝浦・新宮方面         |

- 上表の路線名は旅客案内上の名称（愛称）で表記している。なお、1番のりばが駅舎側である。

## 利用状況
近年の1日平均乗車人員は以下の通り。
| 年度   | 1日平均 乗車人員 |
| ------ | ---------------- |
| 1998年 | 88               |
| 1999年 | 81               |
| 2000年 | 65               |
| 2001年 | 48               |
| 2002年 | 44               |
| 2003年 | 45               |
| 2004年 | 47               |
| 2005年 | 42               |
| 2006年 | 41               |
| 2007年 | 39               |
| 2008年 | 38               |
| 2009年 | 37               |
| 2010年 | 32               |
| 2011年 | 32               |
| 2012年 | 34               |
| 2013年 | 26               |
| 2014年 | 24               |
| 2015年 | 19               |
| 2016年 | 25               |
| 2017年 | 19               |
| 2018年 | 14               |
| 2019年 | 9                |
| 2020年 | 8                |
| 2021年 | 12               |
| 2022年 | 15               |

## 駅周辺
玉ノ浦と呼ばれる入り江の奥に開けた集落に所在する。玉ノ浦の入り江は海からまっすぐ南西に向かって伸び、その東西の岸にそれぞれ浦神西、浦神東の集落がある。この駅はそのうち規模の大きい浦神西の方に置かれている。浦神西の集落には鉄道のほか国道42号も通っており、その国道には那智勝浦町営バス下里線の浦神バス停が設けられている。那智浦神郵便局は駅を出て東側にある。

## 隣の駅
西日本旅客鉄道（JR西日本）
 きのくに線（紀勢本線）
下里駅 - 紀伊浦神駅 - 紀伊田原駅